# Młynówka (dopływ Kamienicy)
Młynówka (niem. Mühl Graben) – potok górski w południowo-zachodniej Polsce, w Sudetach Zachodnich w Kotlinie Jeleniogórskiej, w województwie dolnośląskim.
Potok Młynówka jest dopływem rzeki Kamienicy i dalej Bobru, wypływa pod szczytem Rozłóg (533 m n.p.m.). Dalej płynie m.in. pod Młyńską Górą i wpływa do Kamienicy na granicy wsi Stara Kamienica i Barcinek. 